# Svarttjärnen (Norsjö socken, Västerbotten, 720569-167750)
Svarttjärnen är en sjö i Norsjö kommun i Västerbotten och ingår i Skellefteälvens huvudavrinningsområde. Sjöns area är 0,019 kvadratkilometer och den befinner sig 305 meter över havet.